# Лукасик, Рышард
Рышард Лукасик (пол. Ryszard Łukasik; 15 октября 1946, Ласковице Олавские (польск. Laskowice Oławskie) ныне город Ельч-Лясковице — 26 мая 2021) — польский военный и государственный деятель, адмирал флота (2002), командующий Военно-морскими силами Польши в 1996—2003 годах, руководитель Бюро национальной безопасности Польши в декабре 2005 — январе 2006 года.

## Биография
В 1964 году поступил на Морской факультет Высшей школы ВМС им. Героев Вестерплатте в Гдыне, который окончил в 1968 году, получив диплом инженера и воинское звание подпоручика ВМС. После производства в офицеры прошел корабельную стажировку (ассистентуру) в 7-м дивизионе эсминцев в Гдыне.
В 1969 году прошёл обучение ракетному вооружению и назначен командиром 2-го ракетно-артиллерийского отделения на ракетный катер «Гдыня» (ORP «Gdynia») проекта 205, который входил в состав 3-го дивизиона торпедных катеров 3-й бригады торпедных катеров в Гдыне.
В 1971 году назначен заместителем командира корабля, а в 1972 — командиром ракетного катера «Гдыня», вошедшего после реорганизации структуры управления ВМС во 2-й дивизион ракетно-торпедных катеров 3-й флотилии кораблей в Гдыне.
В 1974—1977 годах прошел обучение в аспирантуре Военно-морской академии ВМФ СССР в Ленинграде (в настоящее время — Военно-морская орденов Ленина, Октябрьской Революции и Ушакова академия имени Адмирала Флота Советского Союза Н. Г. Кузнецова).
В 1978—1979 годах — старший офицер Оперативного отдела Главного штаба ВМС Польши, затем — начальник штаба — заместитель командира 1-го дивизиона ракетно-торпедных катеров 3-й флотилии кораблей. В 1980 году назначен командиром 1-го дивизиона ракетно-торпедных катеров 3-й флотилии кораблей, которым оставался в течение двух лет. Затем — заместитель командира, а с 1985 года — заместитель командира — начальник штаба 3-й флотилии кораблей.
В 1981 году окончил аспирантуру по специальности «Политология» в Гданьском университете.
В 1986 году окончил Оперативно-стратегические курсы в Академии Генерального штаба Войска Польского им. генерала К.Сверчевского в Варшаве.
В 1987—1989 годах — командовал 3-й флотилией кораблей им. командора Болеслава Романовского.
С марта 1989 года — заместитель командующего ВМС Польши, а спустя девять месяцев назначен начальником Главного штаба ВМС — первым заместителем командующего ВМС Польши.
С 28 февраля 1996 года по 1 октября 2003 года — командующий ВМС Польши.

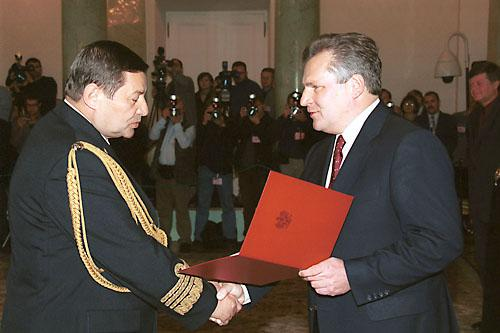
Президент Польши Александр Квасьневский вручает Рышарду Лукасику документы о назначении командующим ВМС Польши на второй срок, 2000 год

С 10 февраля 2003 года — член Совета национальной безопасности (до 22 декабря 2005 года). С конца 2004 года одновременно — заместитель Руководителя Бюро национальной безопасности Польши. После избрания Леха Качиньского Президентом Польши единственный из руководства Бюро остался на своём посту и в период с 22 декабря 2005 года по 13 января 2006 года исполнял обязанности руководителя Бюро национальной безопасности Польши.
В середине 2006 года завершил военную службу, выйдя в отставку.
С 18 декабря 2008 года — профессор на факультете управления и военно-морских операций Академии Военно-морских сил им. Герое Вестеплатте в Гдыне.
20 декабря 2011 года был назначен Президентом Польши Брониславом Коморовским членом Консультативного совета при Комиссии стратегического планирования национальной безопасности.
Имел жену — Еву и двоих дочерей — Магдалену и Радославу.
Интересовался исторической литературой и современной историей.

## Воинские звания
- 1968 —  подпоручик (соответствует воинскому званию Лейтенант)
- 1971 —  поручик (Старший лейтенант)
- 1976 —  капитан (Капитан-лейтенант)
- 1980 —  командор-подпоручик (Капитан 3-го ранга)
- 1983 —  командор-поручик (Капитан 2-го ранга)
- 1987 —  командор (Капитан 1-го ранга)
- 1990 —  контр-адмирал
- 1995 —  вице-адмирал
- 1997 —  адмирал
- 1 января 2002 —  адмирал флота (с 1 января 2002 года вместо воинского звания «адмирал» введено звание «адмирал флота», а новое воинское звание «адмирал» стало высшим воинским званием в ВМС Польши).

## Награды
- Командорский крест ордена Возрождения Польши (2002)
- Офицерский крест ордена Возрождения Польши (1997)
- Рыцарский крест ордена Возрождения Польши
- Золотой крест ордена Заслуги (1984)
- Серебряный крест ордена Заслуга
- Бронзовый крест ордена Заслуги
- Золотая медаль Вооруженные силы на службе Родине (1988)
- Серебряная медаль Вооруженные силы на службе Родине
- Бронзовая медаль Вооруженные силы на службе Родине
- Золотая Медаль За заслуги при защите страны (1988)